# Cattedrale di Sant'Ignazio (Linz)
L'ex cattedrale di Sant'Ignazio o Duomo vecchio (in tedesco Alter Dom) si trova a Linz, in Austria. La chiesa è stata cattedrale della diocesi di Linz dal 1785 al 1909.

## Storia

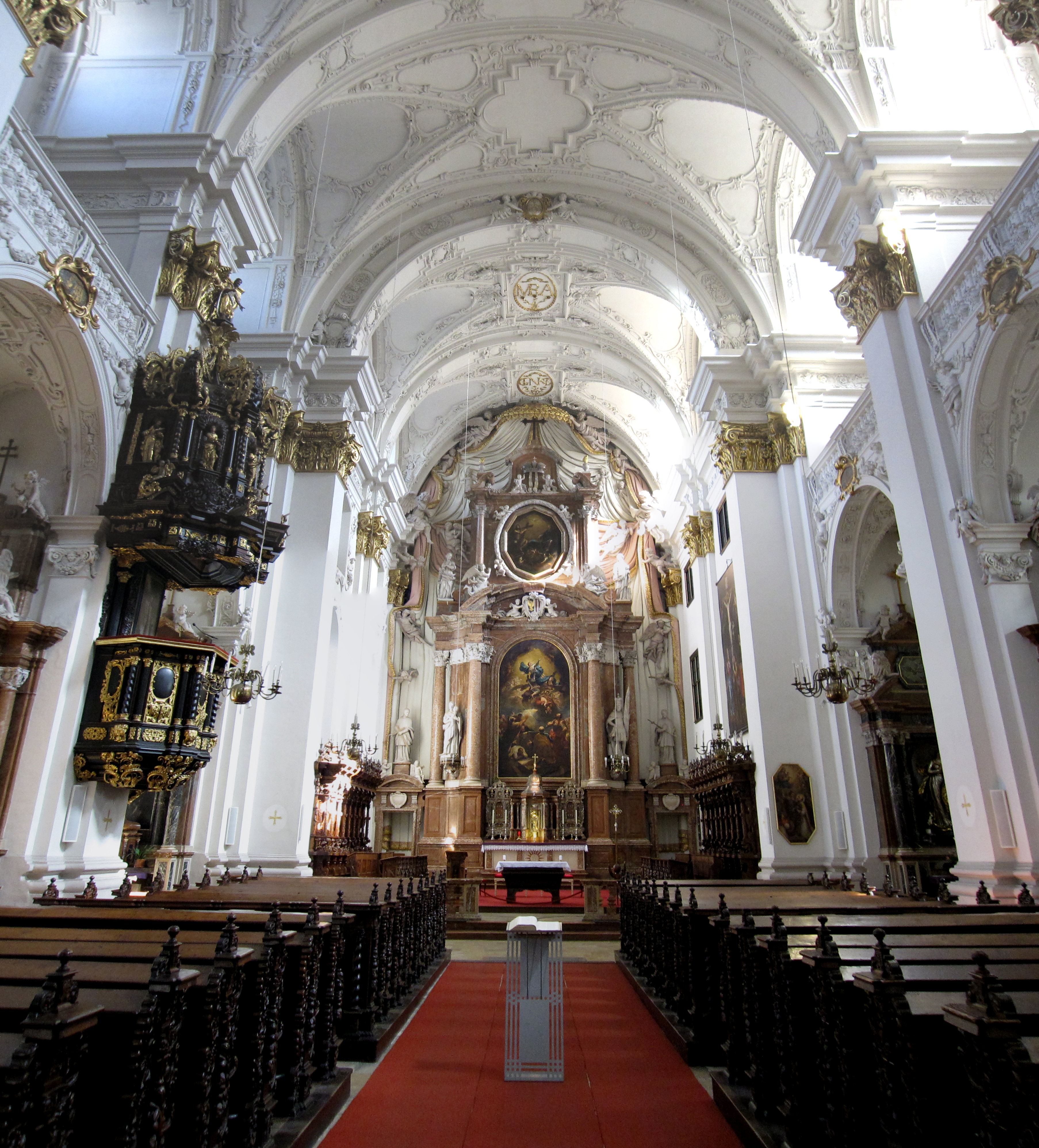
L'interno.

Inizialmente la cattedrale era la chiesa dei gesuiti. La prima pietra fu posta nel 1669 da David Fuhrman. Dopo un periodo di costruzione di poco meno di 20 anni, l'edificio, realizzato su progetto di Pietro Francesco Carlone, venne dedicato nel 1678 a sant'Ignazio di Loyola, il fondatore della Compagnia di Gesù.
Nel 1773 l'ordine dei Gesuiti fu abolito e l'imperatore Giuseppe II, con un accordo datato 4 luglio 1784, ottenne dalla diocesi di Passau la cessione delle parrocchie in Alta Austria e fondò le diocesi di Linz. Dopo la conferma con la bolla papale del 28 gennaio del 1785 da parte di papa Pio VI, il vescovo ausiliare di Passau, Ernest Johann Nepomuk Graf Herberstein, divenne primo vescovo di Linz. La chiesa dei Gesuiti venne scelta come cattedrale della nuova diocesi.
Verso la fine del XIX secolo la cattedrale era insufficiente per il numero dei fedeli. Il Duomo Nuovo dal 1909 divenne nuova cattedrale di Linz e da allora la cattedrale di Sant'Ignazio è chiamata Duomo Vecchio.

## Descrizione
Il Duomo è a navata unica. L'altare maggiore è un capolavoro di Giovanni Battista Colomba e Giovanni Battista Barberini. La pala d'altare raffigura l'Assunzione di Maria in cielo. Gli stalli del presbiterio sono stati scolpiti da artisti locali e sono decorati con i volti di mostri e nani. Il coro ligneo intagliato del XVII secolo è stato trasferito dal monastero di Garsten. L'organo barocco è stato costruito da Franz Xaver Krismann e per tredici anni è stato suonato da Anton Bruckner, in quanto organista di Linz.

## Galleria d'immagini

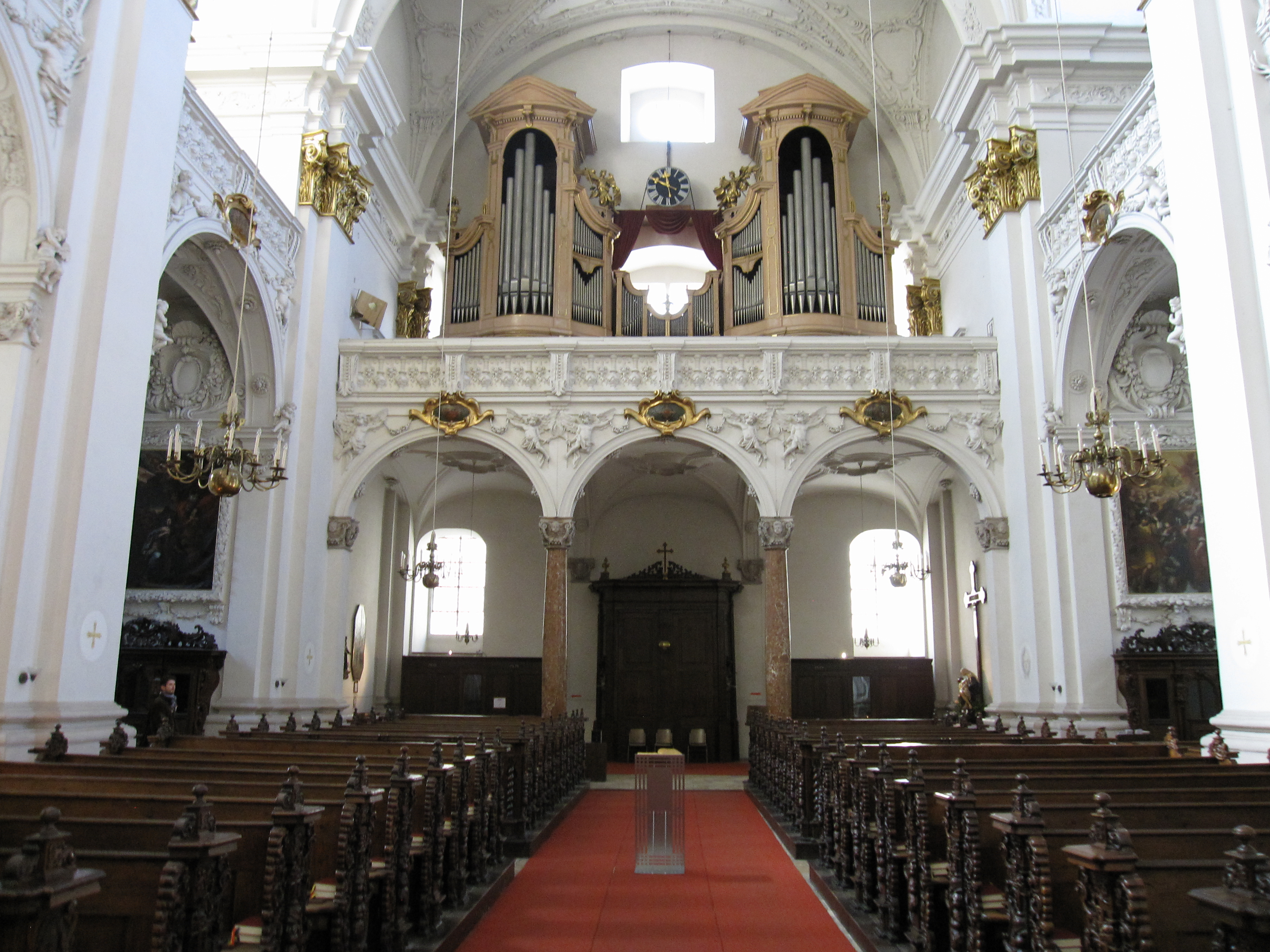
Organo
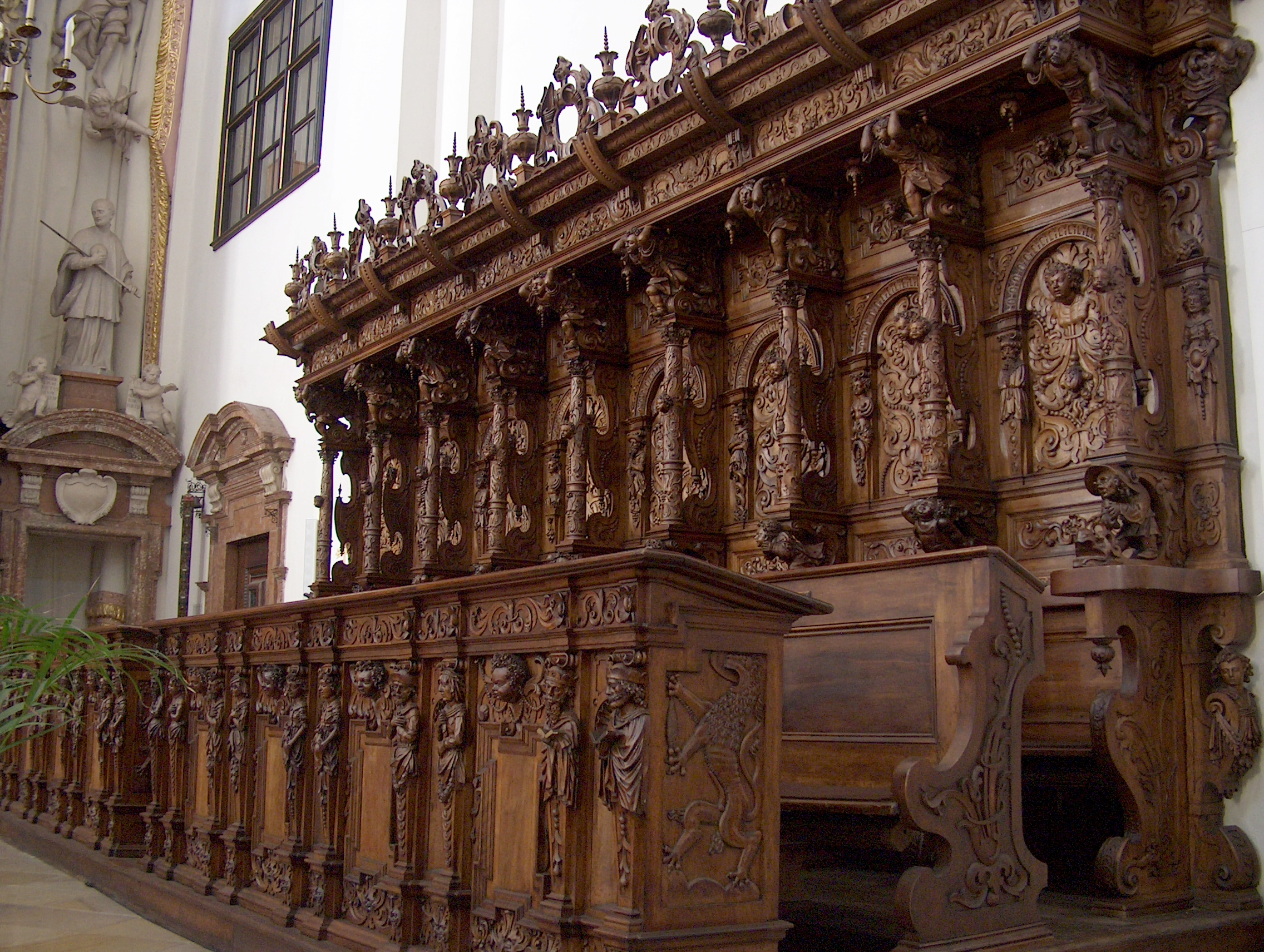
Stalli del coro
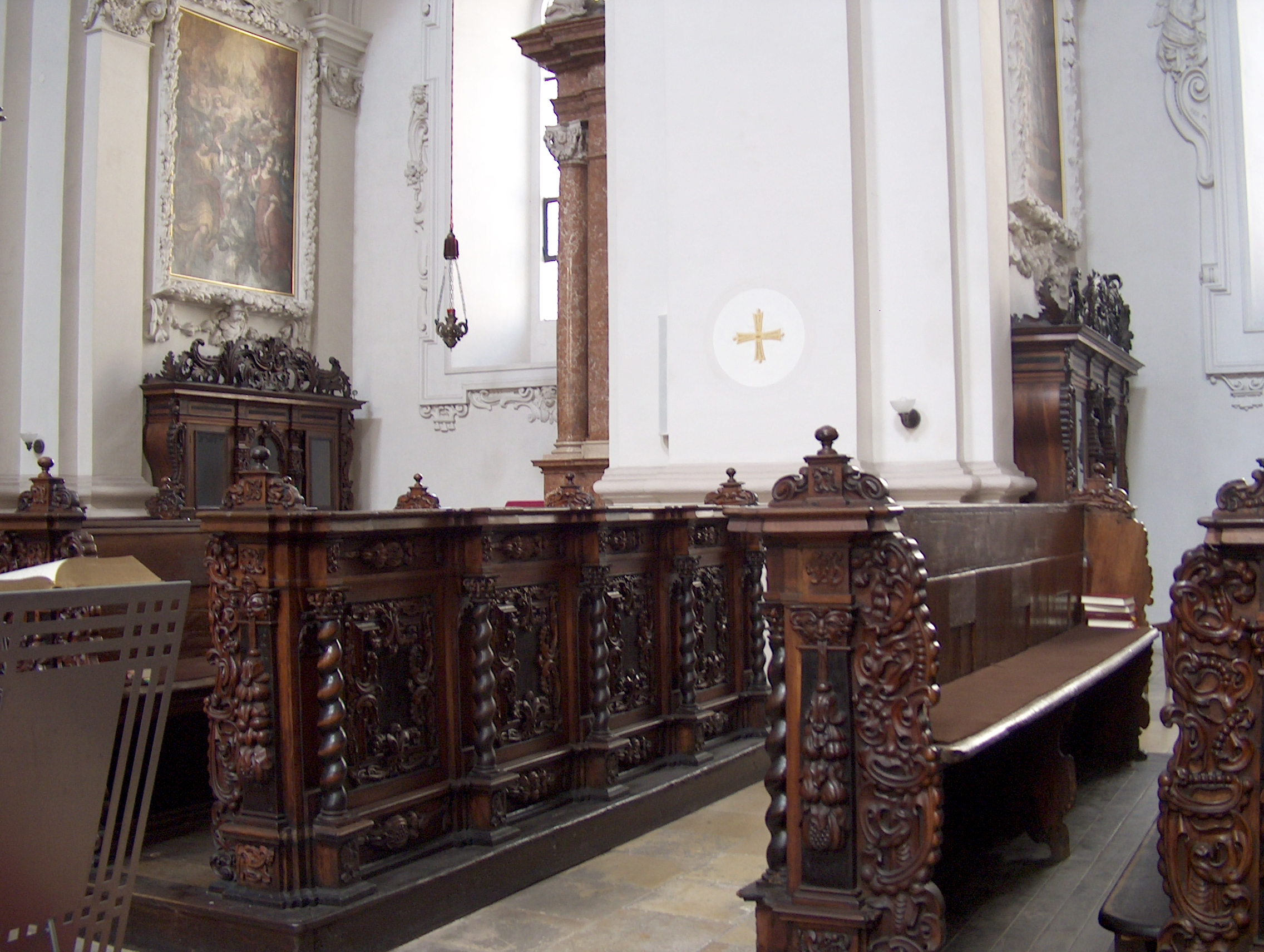
Panche
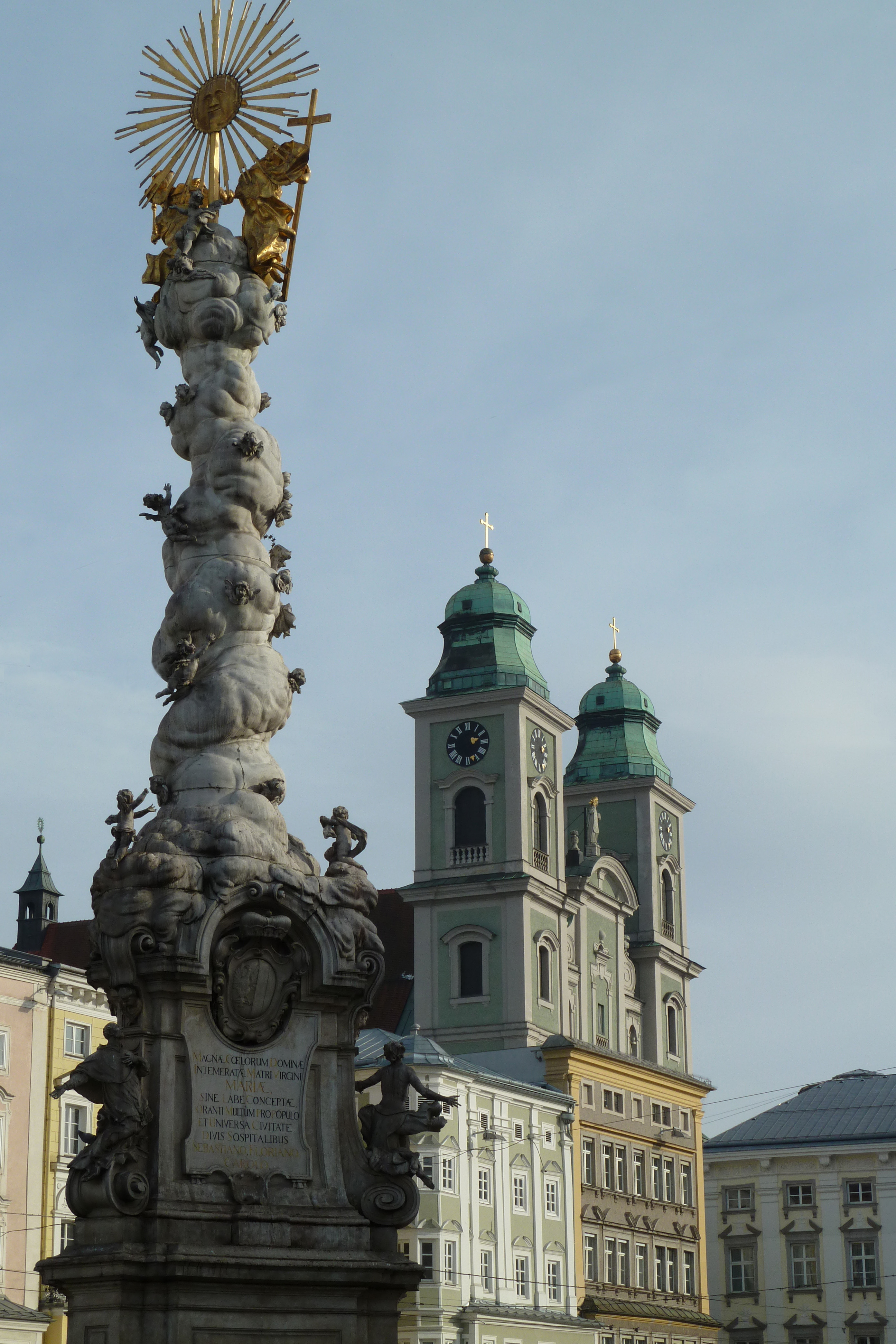
Colonna della Trinità e la cattedrale sullo sfondo
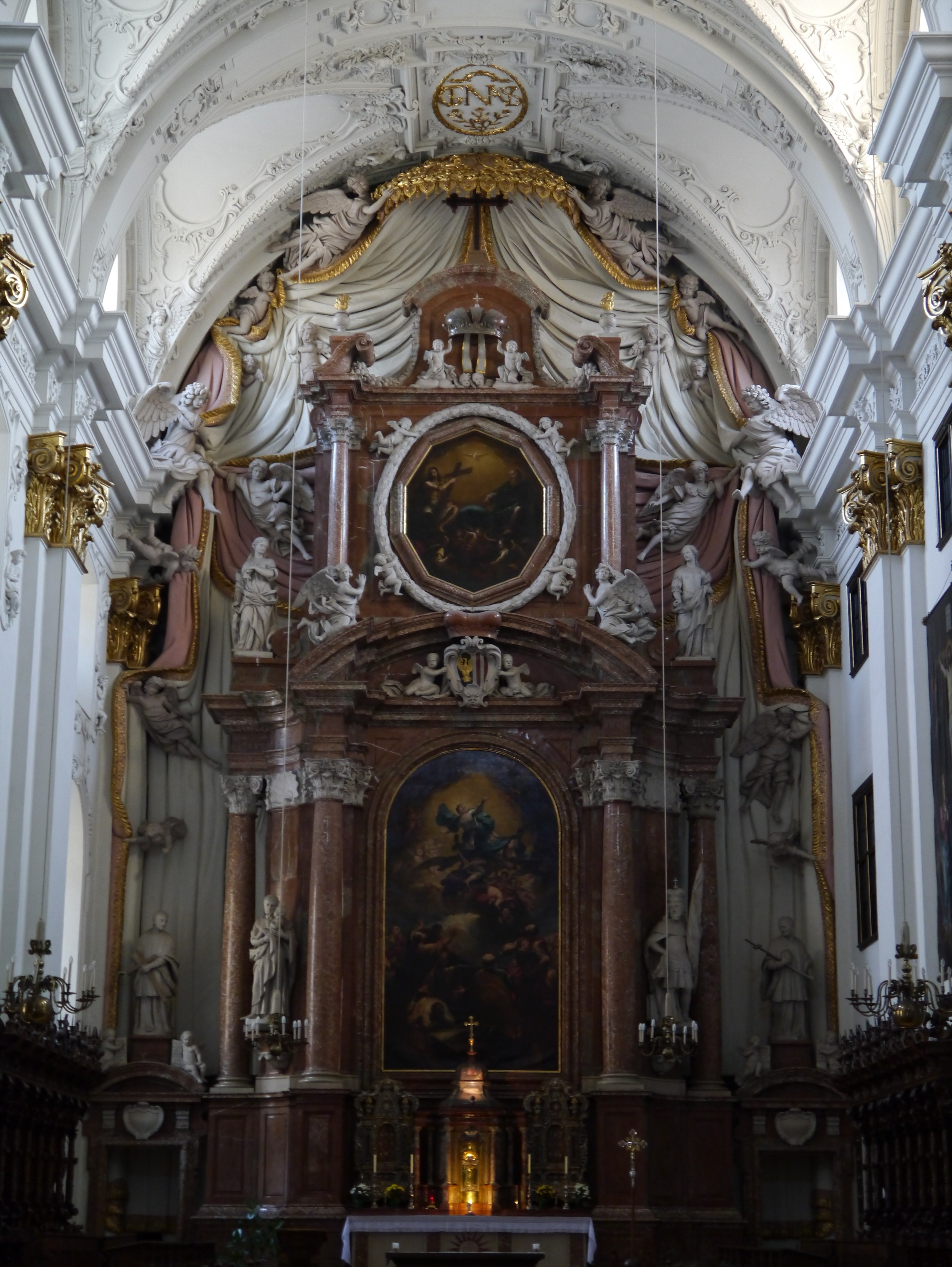
L'altar maggiore
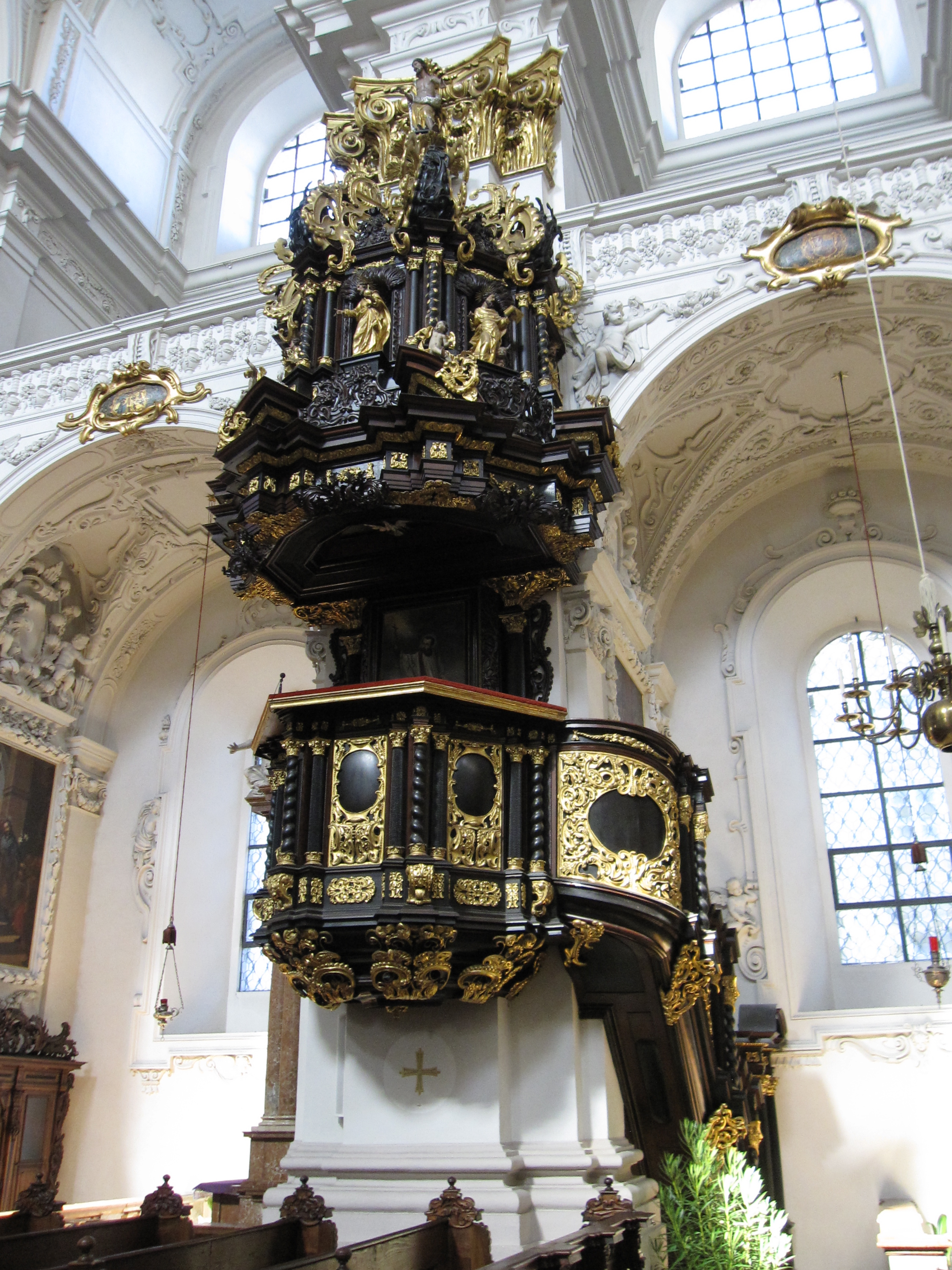
Pulpito
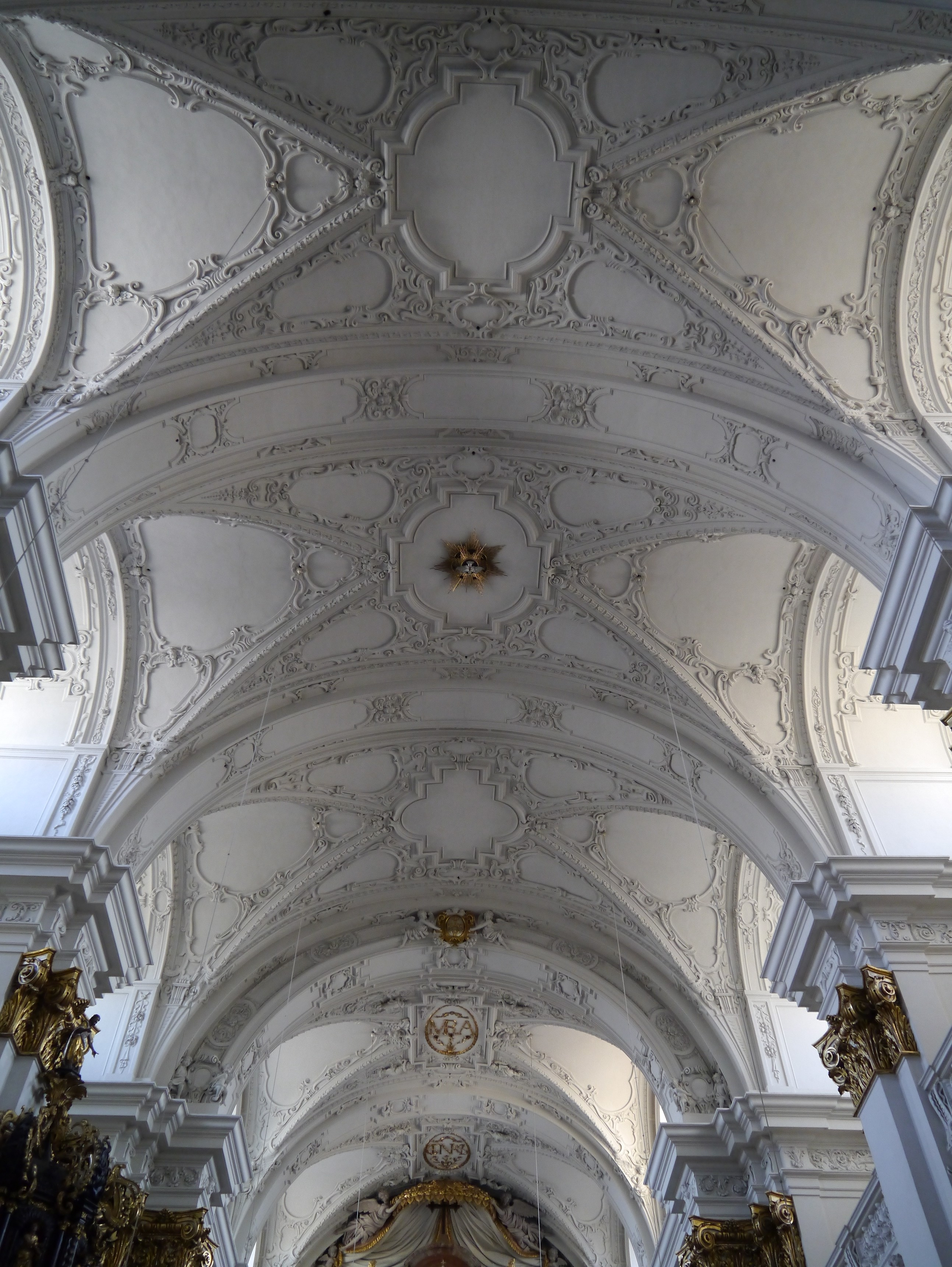
Soffitto